# Borba
Borba község és település Portugáliában, Évora kerületben. A település területe 145,19 négyzetkilométer. Borba lakossága 7333 fő volt a 2011-es adatok alapján. A településen a népsűrűség 51 fő/ négyzetkilométer. A település jelenlegi vezetője António Anselmo. 
A község a következő településeket foglalja magába, melyek:
- Borba (Matriz)
- Borba (São Bartolomeu)
- Orada
- Rio de Moinhos

## Fordítás
Ez a szócikk részben vagy egészben  a   Borba, Portugal című angol Wikipédia-szócikk ezen változatának fordításán alapul.  Az eredeti cikk szerkesztőit annak laptörténete sorolja fel. Ez a jelzés csupán a megfogalmazás eredetét és a szerzői jogokat jelzi, nem szolgál a cikkben szereplő információk forrásmegjelöléseként.